# Esprit de Famille
Esprit de Famille è una raccolta postuma della cantante italo-francese Dalida, pubblicata il 29 maggio 2020 da Universal Music France.
L'album è una raccolta di brani a tema familiare.
Venne pubblicato nel giorno dedicato, in Francia, alla festa della mamma.

## Tracce
1. Maman
2. Mama
3. Ma mère me disait
4. Maman, la plus belle du monde
5. Mamina
6. La mamma
7. Mamy blue
8. Le temps de mon père
9. Mon frère le soleil
10. Les hommes de ma vie
11. Pour un homme
12. Ta femme
13. La consultation
14. Ne lui dis pas
15. Un enfant
16. Mon petit bonhomme
17. Lucas
18. Femme
19. Une femme à quarante ans
20. À ma manière (versione remix 1996)